# Gonatium ensipotens
Gonatium ensipotens är en spindelart som först beskrevs av Simon 1881.  Gonatium ensipotens ingår i släktet Gonatium och familjen täckvävarspindlar. Inga underarter finns listade i Catalogue of Life.